# Lepo se provedi
Lepo se provedi är Indira Radićs trettonde studioalbum. Albumet släpptes på Grand Production, år 2007.

## Låtlista
1. Uzvodno od ljubavi (Uppströms kärlek)
2. Lepo se provedi (Ha så roligt)
3. Imali smo, nismo zmali (Vi hade, vi visste inte)
4. Upaljač (Ljusare)
5. Noćni program (Nattprogram)
6. Halo srce gde si (Hej hjärta där du är)
7. Ne dolaziš u obzir (Du behöver inte komma i fråga)
8. Ljubav mrtvorođene (Kärlek dödfödd)
9. Zavodnica (Fresterska)
10. Hitna (Nödsituation)